# Allonemobius fasciatus
Némobie striée
Espèce
Synonymes
- Gryllus fasciatus De Geer, 1773[2]

Répartition géographique
Allonemobius fasciatus, communément appelé Némobie striée, est une espèce de grillons présente en Amérique du Nord.

## Systématique
L'espèce Allonemobius fasciatus a été décrite en 1773 par Charles de Geer sous le protonyme de Gryllus fasciatus.

## Liste des sous-espèces
Selon BioLib (1 juin 2021) :
- sous-espèce Allonemobius fasciatus abortivus (Caudell, 1904)
- sous-espèce Allonemobius fasciatus fasciatus (De Geer, 1773)